# Piroslábú éneklőhéja

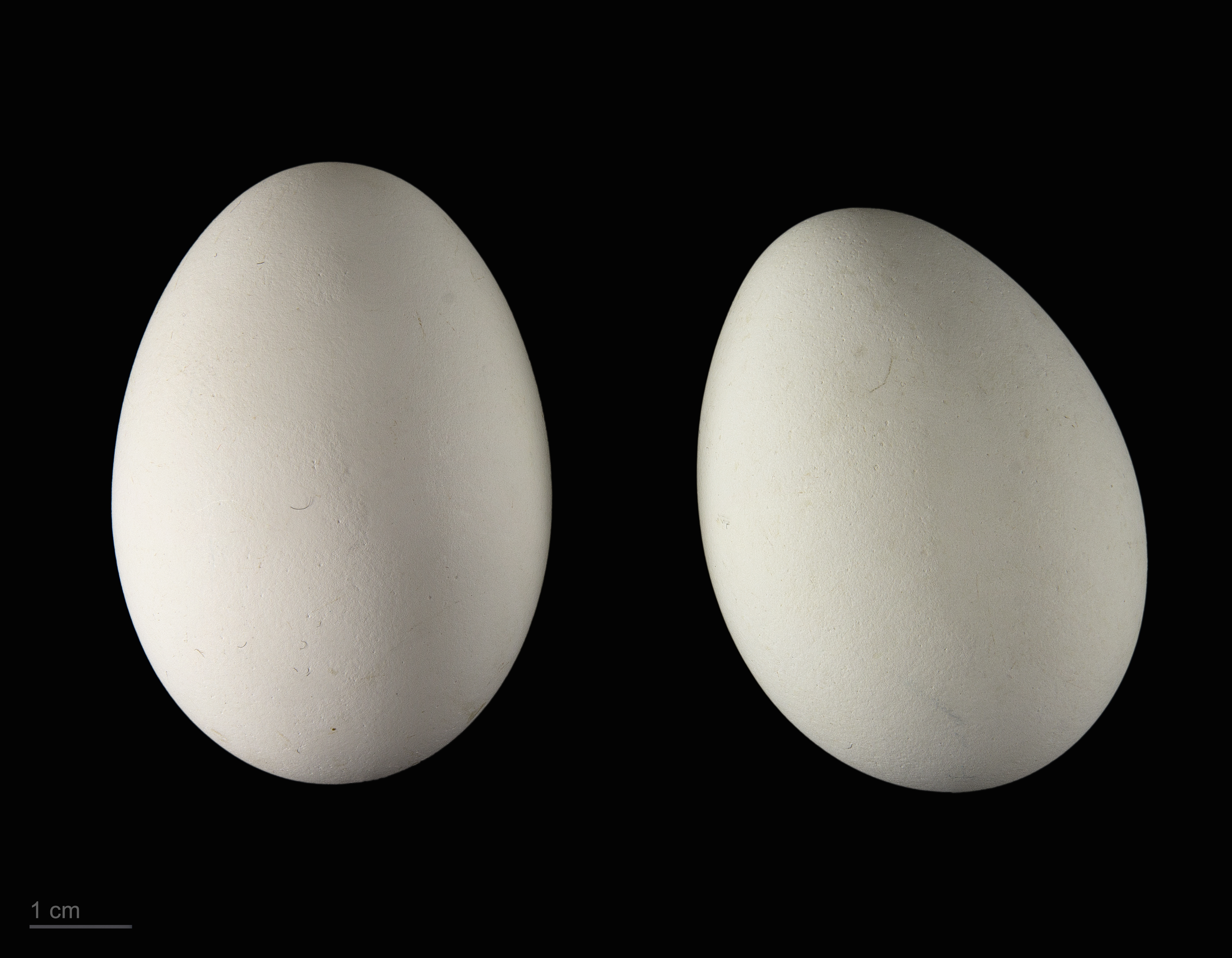
Melierax metabates

A piroslábú énekeshéja (Melierax metabates) a madarak osztályának a vágómadár-alakúak (Accipitriformes) rendjébe, ezen belül a vágómadárfélék (Accipitridae)családjába tartozó faj.

## Előfordulása
Afrika nyugati és keleti felén széles körben elterjedt faj, előfordul az Arab-félszigeten is Szaúd-Arábia és Jemen területén.

## Alfajai
- Melierax metabates ignoscens
- Melierax metabates mechowi
- Melierax metabates metabates
- Melierax metabates neumanni
- Melierax metabates theresae

## Megjelenése
Testhossza 43-56 centiméter, szárnyfesztávolsága 92-109, testtömege 650-850 gramm.